# Le Grand Jeu (Sherlock)
Pour les articles homonymes, voir Le Grand Jeu et The Great Game.
Le Grand Jeu (The Great Game) est le troisième épisode de la série télévisée Sherlock et a été diffusé pour la première fois sur BBC One et BBC HD le 8 août 2010.

## Synopsis
Dans une salle d'interrogatoire à Minsk, Sherlock Holmes interroge un jeune homme au sujet d'une affaire, un meurtre domestique, qui se révèle finalement sans intérêt pour Sherlock. En effet, Sherlock s'ennuie désespérément. Il n'a aucune affaire intéressante à se mettre sous la dent. Une explosion dans son quartier vient bouleverser son ennui. 
Le lendemain matin, son frère Mycroft se rend au 221B Baker Street, et lui demande d'enquêter sur la mort mystérieuse d'un employé du MI6, Andrew West, dont le crâne a été fracassé au bord d'une voie de chemin de fer, et qui travaillait sur un projet militaire top secret : le projet Bruce-Partington. Il détenait des plans sur une clé USB qui a disparu mais Sherlock ne semble pas vouloir s'y intéresser.
Juste après que Mycroft est parti, Lestrade appelle Sherlock. L'appartement détruit par l'explosion ne semble pas dû à une fuite de gaz, car on y a retrouvé, protégée par une caisse spéciale, une enveloppe adressée à Sherlock Holmes. Elle contient un portable dont un message : quatre sons courts et un cinquième plus long, ainsi qu'une photo d'un salon vide et abandonné, qui se révèle être peu après l'appartement au-dessus de celui de Sherlock. Celui-ci déduit des cinq sons, d'après certaines connaissances, qu'il s'agit d'un avertissement, avant une future deuxième explosion. Sherlock, Watson et Lestrade entrent dans l'appartement déserté et non occupé depuis un certain temps pour y découvrir une paire de baskets. C'est alors que Sherlock reçoit un appel d'une femme paniquée, lisant un message écrit par une autre personne, indiquant que si Sherlock ne résout pas l'énigme en douze heures, la veste remplie d'explosifs qu'elle porte explosera. Sherlock se met à analyser les baskets au laboratoire. Il y fait également la rencontre du nouveau petit ami de Molly Hooper et l'identifie comme étant gay, ce que Molly réprouve durement. L'analyse des baskets se révèle fructueuse, puisque Sherlock en déduit qu'elle appartenait à Carl Powers, champion junior de natation retrouvé noyé mystérieusement, une affaire qui l'avait intrigué lui seul des années auparavant. Il prouve alors que le garçon a été empoisonné avec du botulinum introduit dans son médicament contre l'eczéma. Sherlock annonce la solution et l'otage est libéré.
Un second message montre une voiture de sport tachée de sang sans conducteur. Puis un nouvel otage appelle Sherlock et lui donne huit heures pour résoudre le mystère. Sherlock interviewe la femme de l'homme disparu, puis le propriétaire de la location de voiture, et déduit qu'il a été récemment en Colombie. Rajoutant le fait que le sang trouvé dans la voiture a auparavant été congelé, Sherlock en conclut que l'homme a payé le propriétaire de l'agence pour l'aider à disparaître. Sherlock annonce la solution. Encore une fois, l'otage est libéré.
Le second message s'enchaîne rapidement avec un troisième, avec un appel d'un nouvel otage, aveugle, et l'image d'une présentatrice télé apparemment morte du tétanos à cause d'une coupure. Pourtant, la blessure a été faite après le décès. Après réflexion, et une visite chez le frère de la présentatrice, Sherlock en déduit que c'est le domestique, également amant du frère, qui l'a tuée en augmentant les doses du botox qu'elle s'injectait dans le visage. Cependant, alors que Sherlock annonce la solution, l'otage commence à décrire la voix de son ravisseur. Celui-ci fait alors exploser la bombe.
Le quatrième message est une photographie de la Tamise, sans appel d'otage cette fois. À l'endroit correspondant à la photo, Sherlock trouve le cadavre d'un gardien de sécurité d'un musée, identifie l'auteur du meurtre, appelé le Golem et en déduit que le gardien en savait un peu trop sur un Vermeer justement récemment retrouvé et destiné à être exposé. Sherlock retrouve le Golem, mais il est trop tard pour arrêter un autre meurtre, une professeure d'astronomie, à laquelle le gardien a parlé après s'être rendu compte que le Vermeer retrouvé était un faux. Alors que Sherlock n'arrive pas à montrer pourquoi la peinture est une fausse, bien que tout ce qui entoure la mort du gardien concorde avec, le quatrième otage, un enfant, appelle et donne à Sherlock dix secondes pour prouver pourquoi c'est une fausse. Sherlock trouve finalement : il remarque alors que la supernova Van Buren (qui n'existe pas en réalité mais qui est mentionnée discrètement lors du combat du Golem) figure dans le tableau alors que celle-ci n'a été visible depuis la Terre que des siècles après que la vraie peinture a été faite. La conservatrice du musée avoue que la peinture est un faux et que celui qui a tout organisé s'appelle Moriarty. 
Durant le temps qu'ont duré ces courtes enquêtes, Mycroft relance fréquemment son frère au sujet de la clé USB perdue. Sherlock et John remontent rapidement au futur beau-frère de l'employé du MI6, qui avoue lui avoir volé la clé USB et l'avoir accidentellement tué. L'homme a encore la clé n'ayant aucune idée de la façon dont la vendre. Sherlock décide d'utiliser cette clé pour attirer Moriarty et lui donne rendez-vous à la piscine où s'est noyé Carl Powers. C'est alors John qui apparait au lieu de rendez-vous, avec une veste remplie d'explosifs et pris pour cible par un sniper. Moriarty les rejoint, se révèle être le faux petit ami de Molly, Jim. Il dit à Sherlock de cesser de s'interposer à ses plans, mais Sherlock refuse. Moriarty part alors momentanément, et Sherlock enlève la veste de John. Mais Moriarty revient aussitôt avec plusieurs snipers ciblant Sherlock et John. Sherlock sort alors une arme et la pointe sur la veste explosive, l'épisode se terminant sur un cliffhanger.

## Inspirations
- La discussion entre Holmes et Watson au sujet de l'astronomie et de la connaissance provient d'Une étude en rouge.
- L'affaire d'Andrew West vient des Plans du Bruce-Partington, nouvelle dans laquelle la victime s'appelle Arthur Cadogan West.
- Le nom du coupable ainsi que son lien avec la victime viennent du Traité naval.
- Le portable rose reçoit des messages avec les bips de l'horloge parlante (Greenwich Pips en anglais et pip veut aussi dire « pépin »), et leur nombre décroit avec chaque message, une allusion aux Cinq Pépins d'orange.
- La conversation entre Holmes et Moriarty dans la scène finale reflète et cite la confrontation dans le bureau de Holmes dans Le Dernier Problème.

## Distribution
- Benedict Cumberbatch (V.F. : Gilles Morvan) : Sherlock Holmes
- Martin Freeman (V.F. : Yann Peira) : Dr. John Watson
- Rupert Graves (V.F. : Loïc Houdré) : DI Lestrade
- Una Stubbs (V.F. : Nicole Favart) : Mrs Hudson
- Louise Brealey (V.F. : Marine Tuja) : Molly Hooper
- Mark Gatiss (V.F. : Patrick Osmond) : Mycroft Holmes
- John Lebar : Golem
- Andrew Scott (V.F. : Cédric Dumond) : Jim Moriarty
- Matthew Needham (V.F. : Vincent de Boüard) : Bezza

## Production
Selon le commentaire du DVD, Le Grand Jeu a été le premier épisode de Sherlock à être tourné après que la BBC a commandé la série.

## Diffusion
La première diffusion a eu lieu sur la BBC One à 21h le 8 août 2010.
En France, l'épisode est diffusé pour la première fois sur France 4 le 15 janvier 2011. Il a été suivi par 820 000 téléspectateurs soit 3,6 % de parts de marché.
- Belgique : le 1er juillet 2013 sur La Deux